# دونالد بيركهولدر
دونالد بيركهولدر (بالإنجليزية: Donald Burkholder)‏ هو رياضياتي أمريكي، ولد في 19 يناير 1927، وتوفي في 14 أبريل 2013 في أوربانا في الولايات المتحدة.